# Régis de Camaret
Pour les autres membres de la famille, voir Famille de Camaret.
Pour les articles homonymes, voir Camaret.
Régis de Camaret (né en 1942 en Ardèche) est un entraîneur de tennis français, exerçant auprès de joueuses de haut niveau international de 1980 jusqu'au milieu des années 2000.
En 2005, il est accusé de viols par Isabelle Demongeot et plus de vingt autres joueuses, mineures au moment des faits décrits (dont seulement deux concernées par des faits non-prescrits). Il est condamné à huit ans de prison en première instance en 2012, puis à dix ans de prison en appel en 2014.

## Biographie
Ingénieur pour un fabricant de torpilles, Régis de Camaret a ensuite créé une entreprise de nettoyage de villas avant de devenir en 1972 professeur de tennis à Saint-Tropez. En conflit avec la Fédération française de tennis dont il dénonce le système de fonctionnement et critiquant les entraîneurs qu'il compare à des fonctionnaires non soumis à une obligation de résultats, il décide de créer en autodidacte sa propre structure qui accueille Isabelle Demongeot dès 1977.

### Carrière d'entraîneur de tennis
Outre Demongeot, Régis de Camaret reste indissociable des succès de Nathalie Tauziat, qu'il suit tout au long de sa carrière, la conduisant jusqu'en finale du simple dames à Wimbledon en juillet 1998. Il a été son entraîneur dès 1980 au sein d'une structure privée, le centre d'entraînement des Marres à Saint-Tropez. Il côtoie Isabelle Demongeot jusqu'en 1989.
Il dirige ensuite le Tennis-Club du Gaillou, à Capbreton dans les Landes. Alexandra Fusai et Anne-Gaëlle Sidot comptent parmi les dernières championnes tricolores qu'il a encadrées.
Il n'a jamais été entraîneur diplômé d'État ni titulaire d'un diplôme permettant d'exercer contre rémunération le tennis et de porter les titres correspondants ; c'est donc par abus de langage qu'il est désigné comme « entraîneur ».

### Condamnation pour viols et tentatives de viols sur mineures
Pour un article plus général, voir Violences sexuelles et sexistes dans le sport français.
En 2005, l'ancienne joueuse de tennis Isabelle Demongeot est la première à porter plainte contre Régis de Camaret. En février 2007, Régis de Camaret est mis en examen puis incarcéré jusqu'en juin pour « viols et attouchements sexuels sur mineures de quinze ans », à la suite d'une dizaine de plaintes déposées par d'anciennes élèves. Les faits auraient été commis à Saint-Tropez entre 1977 et 1989, selon les victimes,,,. 
Camaret bénéficie dans un premier temps d'un non-lieu partiel, les faits requalifiés tombant sous le coup de la prescription, en décembre 2009, pour « charges insuffisantes ». Le parquet général d'Aix-en-Provence se pourvoit toutefois en cassation le 7 décembre. Dans un arrêt du 3 mai 2011, la Cour de cassation casse partiellement la décision ; la cour d'appel de Lyon réexamine le dossier à compter du 15 novembre 2012. 
Le 23 novembre 2012, Régis de Camaret est condamné à huit ans de prison ferme pour viols et tentatives de viols sur deux joueuses, mineures au moment des faits. Cette condamnation ne concerne pas les autres plaignantes (près d'une vingtaine au total, dont Isabelle Demongeot), les faits reprochés par celles-ci étant prescrits. Ayant fait appel, il est condamné, le 11 février 2014, à dix ans de prison pour les viols de deux pensionnaires mineures de son club de Saint-Tropez. Avant que la Cour ne se retire pour délibérer, il déclare : « J'ai honte et je demande pardon, c'est tout ». Il était alors défendu par Éric Dupond-Moretti.
Il est libéré le 1er août 2019[réf. nécessaire].
Le 28 août 2023, Selima Sfar brise son silence pour témoigner elle aussi des viols commis par son entraîneur durant son enfance. Couverts également par le délai de prescription, ces témoignages visent pour la joueuse à être un message d'espoir pour les enfants toujours victimes d'abus,.

### Documentaires télévisés
- « Terreur sur le court de tennis » (premier reportage) dans « Spécial sexe et abus de faiblesse », diffusé le 17 et 24 novembre et 2 décembre 2014 dans l'émission Crimes sur NRJ 12.
- « Les violences sexuelles dans le sport » dans l'émission L'Équipe investigation du 16 décembre 2013 sur la chaine L'Équipe TV - reportage (1h33) suivi d'un débat organisé par le journaliste Lionel Rosso sur les violences et le harcèlement sexuel, en compagnie de Marie-George Buffet, ancienne ministre des Sports, Greg Décamps, président de la société française de psychologie du Sport, Éric Morain, avocat, et Isabelle Demongeot, ancienne championne de tennis féminin.

### Émission radiophonique
- Caroline Nogueras, « L'affaire Régis de Camaret : épisode 1 », sur Home(icides), Bababam, du 3 au 23 mars 2022 ; « épisode 2 » ; « épisode 3 » ; « épisode 4 »

### Fiction
- Service volé, téléfilm adapté du livre homonyme d'Isabelle Demongeot diffusé en 2021 sur Salto puis TF1